# WHOIS

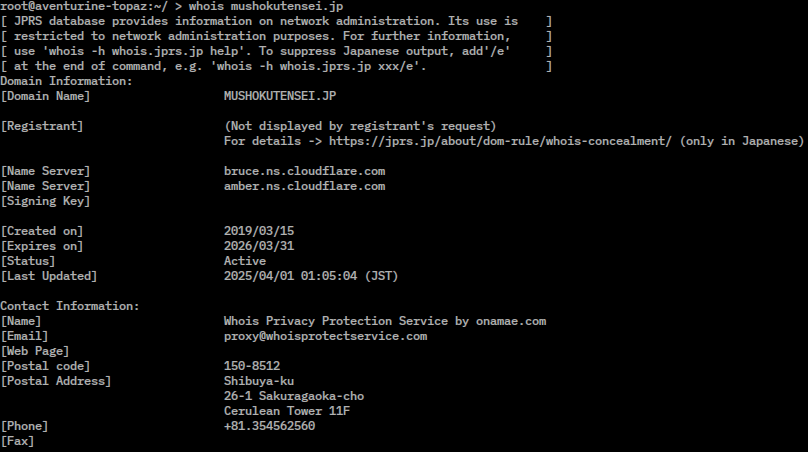
Whois 在 Linux系統上執行的截圖畫面。

WHOIS（讀作「Who is」，而非縮寫）是用來查詢網際網路中域名的IP以及所有者等信息的傳輸協定。早期的WHOIS查詢多以命令列介面（Command Line）存在，但是現在出現了一些基於網頁介面的簡化線上查詢工具，甚至可以一次向不同的數據庫查詢。網頁介面的查詢工具仍然依賴WHOIS協定向伺服器傳送查詢請求，命令列介面的工具仍然被系統管理員廣泛使用。
WHOIS通常使用TCP協定43埠。每个域名或IP的WHOIS信息由对应的管理机构保存，例如，以.com结尾的域名的WHOIS信息由.com域名运营商VeriSign管理，中国国家顶级域名.cn域名由CNNIC管理。
通常情况下，域名或IP的信息可以由公众自由查询获得，具体的查询方法是登录由管理机构提供的WHOIS服务器，输入待查询的域名进行查询。
WHOIS歷史悠久，部份特性難以滿足現代網路需求，例如安全性與屬非http請求，故有基於WHOIS發展的新協定，例如CRISP及RDAP，因WHOIS生態完整，短時間仍無法被完全取代，而是相輔相成。

## 外部連結
- WHOIS查詢工具 （页面存档备份，存于） （英文）
- whois查詢-中國萬網 （页面存档备份，存于） （简体中文）
- WHOIS查詢工具 （页面存档备份，存于） （繁體中文）